# John Montagu, 4. Earl of Sandwich

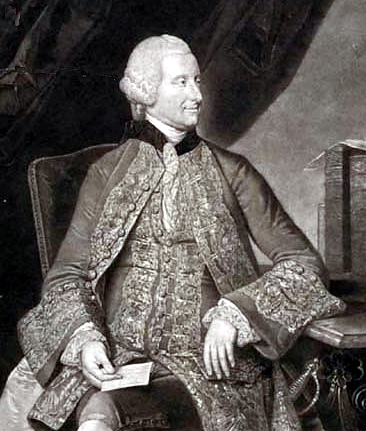
John Montagu, 4. Earl of Sandwich

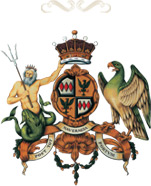
Wappen des Earl of Sandwich

John Montagu, 4. Earl of Sandwich (* 13. November 1718; † 30. April 1792 in Chiswick) war ein britischer Diplomat und Staatsmann. Er ist heute vor allem bekannt durch das nach ihm benannte belegte Brot, das Sandwich.

## Herkunft und Familie
John Montagu stammte aus einer Familie, die zur Gentry von Northamptonshire gehörte und ihren Aufstieg den Stuarts verdankte. Sein Vorfahre Admiral Montagu (1625–1672) war Flottenkommandeur der englischen Republik gewesen, hatte aber die Restauration unterstützt, König Karl II. aus den Niederlanden nach England zurückgebracht und war dafür zum Earl of Sandwich erhoben worden.
Johns Großvater, Edward Montagu, der 3. Earl, hatte das ohnehin nicht große Vermögen durchgebracht, bevor er wegen Geisteskrankheit entmündigt und unter Aufsicht gestellt worden war. Seine Frau, Elizabeth Wilmot († 1757), Tochter des 2. Earl of Rochester, ging nach Paris an den Stuarthof und nahm den Rest des Vermögens mit.
Johns Vater, Edward Richard Montagu († 1722), Viscount Hinchinbrooke, starb, bevor John vier Jahre alt war. Seine Mutter, Elizabeth Popham, heiratete 1728 ein zweites Mal. Schon zwei Jahre vorher hatte sie sich ihrer Kinder entledigt und John nach Eton gegeben, obwohl er mit sieben Jahren eigentlich noch zu jung war, um offiziell aufgenommen zu werden (eine damals nicht unübliche Praxis). John und sein jüngerer Bruder waren nun praktisch verwaist. Sie wurden deshalb 1730 Mündel des Court of Chancery, der ihre Angelegenheiten treuhänderisch verwaltete. In der Unzahl der hinterlassenen Briefe des Earl of Sandwich findet sich kein einziges Schreiben des Earls an seine Mutter oder eines der Mutter an ihren Sohn. Sie wird so gut wie niemals erwähnt, obwohl sie erst 1761 starb.

## Leben
John Montague wurde 1718 als Sohn des Edward Richard Montagu († 1722), Viscount Hinchinbroke, und der Elizabeth Popham geboren und folgte 1729 seinem Großvater Edward Montagu, dem 3. Earl in der Earlswürde. Ausgebildet in Eton und am Trinity College in Cambridge. Er war ein sehr lernbegieriger Schüler und hatte es vor allem seinem Lehrer Sommer zu verdanken, dass er die Schulfächer mit sehr guten Ergebnissen absolvierte. Sprachlich beschäftigte er sich vor allem mit Latein und Griechisch. Nach dem Schulabschluss verbrachte er einige Zeit auf Reisen, bevor er 1739 nach England zurückkehrte und – als Anhänger des Herzogs von Bedford – seinen Sitz im House of Lords einnahm.
Schnell wurde er zum Mitglied der Admiralität unter Bedford und zum Oberst der Armee ernannt. 1746 war er bevollmächtigter Vertreter auf dem Kongress von Breda und nahm bis zum Aachener Frieden 1748 an den Friedensverhandlungen teil, die den Österreichischen Erbfolgekrieg beendeten. Im Februar 1748 wurde er Erster Lord der Admiralität (Marineminister), was er bis zu seiner Entlassung durch den König im Juni 1751 blieb.
Im August 1753 wurde er einer der ersten Minister und spielte als solcher eine führende Rolle in der Strafverfolgung von John Wilkes. Er war gemeinsam mit Wilkes Mitglied in der berüchtigten Bruderschaft von Medmenham, wandte sich aber jetzt gegen seinen ehemaligen Gefährten. Dieser Gesinnungswandel machte ihn sehr unbeliebt, er wurde – in Anspielung auf eine Zeile in der Bettleroper – Jemmy Twitcher genannt. 1763 übt er das Amt eines Staatsanwaltes aus.
Er wurde 1768 postmaster-general (Postminister), 1770 Staatsminister und war von 1771 bis 1782 erneut Erster Lord der Admiralität. Die Amtsführung des Earls of Sandwich ist wegen ihrer Korruption und Unfähigkeit einzigartig in der Geschichte der Royal Navy. Posten wurden gekauft, Depots unterschlagen und – was das Schlimmste war – nicht-seetüchtige und schlecht ausgerüstete Schiffe wurden in den Kampf geschickt. Sandwich war deswegen sehr unpopulär, seine Entlassung 1782 wurde jubelnd begrüßt.
John Sandwich hatte seine spätere Lebensgefährtin Dorothy Fane (1716–1797), die Tochter von Charles Fane, 1. Viscount Fane (1676–1744), 1737 kennengelernt. Am 3. März 1741 schlossen sie die Ehe in der St. Margaret Kirche in London Westminster. Mit Dorothy hatte er einen Sohn, John (1743–1814), der John Montagu als fünfter Earl nachfolgte. Außerdem hatte er mehrere uneheliche Kinder mit der Sängerin Margaret oder Martha Ray, von denen Basil Montagu (1770–1851) als Schriftsteller, Jurist und Philanthrop bekannt wurde. Der Mord an Miss Ray durch einen zurückgewiesenen Verehrer im April 1779 vergrößerte die Unbeliebtheit des Lords, die sowieso schon groß war. Das Stigma der Affäre Wilkes und seine korrupte Amtsführung hafteten ihm bis zum Schluss an. Er starb am 30. April 1792.

## Nachwirkung
Noch zu Lebzeiten Sandwichs benannte der englische Seefahrer James Cook eine Inselgruppe im Südatlantik nach Sandwich: die Südlichen Sandwichinseln. Des Weiteren ist der Süd-Sandwich-Graben mit 8.264 m Tiefe nach ihm benannt. Außerdem wurde Hawaii von James Cook als Sandwich Islands bezeichnet, später jedoch umbenannt. Auch Montague Island in Alaska wurde von Cook nach Sandwich benannt. Ferner ist er als Jemmy Twitcher Namensgeber für den Twitcher-Gletscher und die Twitcher Bay auf Südgeorgien sowie den Twitcher Rock, einen Klippenfelsen, der zu den Südlichen Sandwichinseln gehört.

## Sandwich-Legende
John Montagu, 4. Earl of Sandwich (1718–1792), war ein leidenschaftlicher Cribbage-Spieler. Während dieser Freizeitbeschäftigung, die er nur ungern unterbrach, ernährte er sich häufig fast 24 Stunden am Tag von einer Speise, bei der ursprünglich nur Rindfleisch zwischen zwei geröstete Weißbrotscheiben gelegt wurde. Diese einfache Art kam ihm entgegen, denn er litt oft an Geldmangel und führte auch sonst ein anspruchsloses Leben. Das neue Gericht kam damals in London sehr in Mode.
Für dieses Gerücht gibt es jedoch – wie sein Biograph Rodger aufzeigt – nur eine einzige Quelle, ein Reisebuch von Pierre-Jean Grosley. Wahrscheinlicher ist, dass er das Sandwich erfand, um während der Arbeit essen zu können, da er im infrage stehenden Zeitraum (1765) sehr beschäftigt war.

## Werke
- Voyage round the Mediterranean in the Years 1738 and 1739. Cadell & Davies, London 1799 (postum) mit einer sehr schmeichelhaften Denkschrift von Rev. John Cooke